# Centro de Memória do Trabalho de Canela
O CMTC - Centro de Memória do Trabalho de Canela é uma instituição sem fins lucrativos, que tem como objetivo principal promover a preservação da documentação e do Patrimônio Histórico e Cultural do município de Canela, Rio Grande do Sul, Brasil.
O CMTC se mantém com doações e apoio de empresas, instituições e, principalmente, de cidadãos, que reconhecem a importância do centro vista a ausência de um museu, centro de arquivamento histórico ou mesmo legislação de preservação histórico-cultural no município.

## Sede e Localização
Está sediado em um prédio histórico do município, a [[Casa Auxiliadora (Canela) espaço cedido pela Paróquia Nossa Senhora de Lourdes. A Casa Auxiliadora está localizada na Praça da Matriz, de frente para a famosa Catedral de Pedras.
O Centro de Memória do Trabalho de Canela (CMTC) pode ser definido como uma instituição sem fins lucrativos, que tem como objetivo principal promover a preservação da documentação do Patrimônio Histórico e Cultural do município de Canela.
A constituição de arquivos e museus municipais ainda é uma utopia para a maioria dos municípios do nosso Estado. Esse descaso e desconhecimento da instalação e manutenção desses lugares de memória fazem com que elementos significativos de nossa história sejam esquecidos ou, até mesmo, impossíveis de serem recuperados. A massificação da informação nos dias atuais, a homogeneização imposta pala globalização exige uma nova postura para com a constituição das identidades locais. Mais do que nunca é necessário recolher, guardar e conservar as fontes documentais que atestam a nossa trajetória, contribuindo para criar uma postura preservacionista em relação ao patrimônio cultural local.
A inexistência em Canela de um Museu ou Arquivo Municipal e de políticas de preservação, por si só justifica a instalação do Centro de Memória do Trabalho como uma alternativa capaz de suprir esta lacuna. Enfrentamos uma corrida contra o tempo e o esquecimento. Urge que transformemos os vestígios em testemunhos, capazes de construir elementos significativos de identidade local.